# Marcelo Alonso
Marcelo Alonso (Rio de Janeiro, 24 de agosto de 1970), é um repórter, jornalista, escritor, comentarista esportivo, fotógrafo e documentarista brasileiro, conhecido pelas coberturas de artes marciais mistas e jiu-jítsu no Brasil. Foi pioneiro no jornalismo de MMA no Brasil, ainda na era do Vale-Tudo.

## Carreira
Em 1989, Alonso fez um curso profissionalizante em fotografia no Senac e passou a ter a atividade como hobby. Formou-se em Biologia em 1991 e trabalhou alguns anos como responsável pelas análises bacteriológicas do laboratório da Fundação Bio-Rio, no Rio de Janeiro. Neste mesmo ano, foi cobrir a Copa Atlântico Sul, campeonato de jiu-jitsu onde conheceu Paulo Roberto, editor da revista Kiai.
Alonso começou a trabalhar como correspondente (fotojornalista) para a KIAI Magazine (1992 a 1996). Mais tarde, tornou-se editor da Tatame Magazine, onde permaneceu por 15 anos. Durante esse período também trabalhou como correspondente para o britânico Fighters Only, o japonês Kakutogi Tsushin, o americano Full Contact Fighter, o espanhol Cinturon Negro, o francês Budo. Desde 2011 trabalha como correspondente do site americano Sherdog.
Em 2009, Alonso deixou a Tatame para se juntar a Gleidson Venga no Portal do Vale Tudo (PVT), o maior site de lutas do Brasil. Desde então o jornalista lançou 2 livros editados pela PVT, Do Vale-Tudo ao MMA, 100 anos de Luta (2013) e Por Trás do Octógono (2018).
Em 2012, Alonso passou a trabalhar para o Canal Combate. Primeiro apresentando um programa de entrevistas, Cara a Cara (de 2009 a 2014), depois dividindo a bancada com Luiz Prota apresentando um programa semanal de notícias, o Combate News (de 2014 a 2018). A partir de 2017 passou também a ser comentarista de MMA do canal.

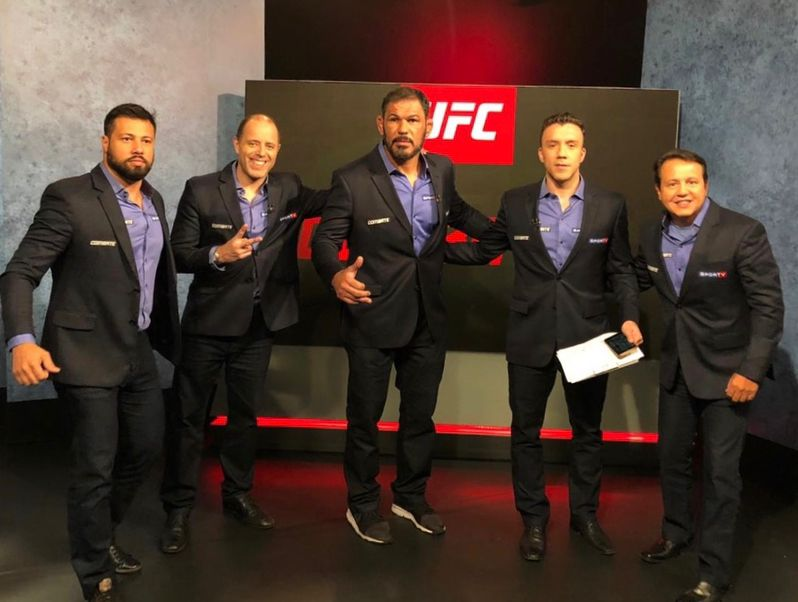
Marcelo Alonso com os colegas do Combate Andre Azevedo, Luciano Andrade, Rodrigo Minotauro e Luiz Prota, nos estúdios da emissora em 2017.

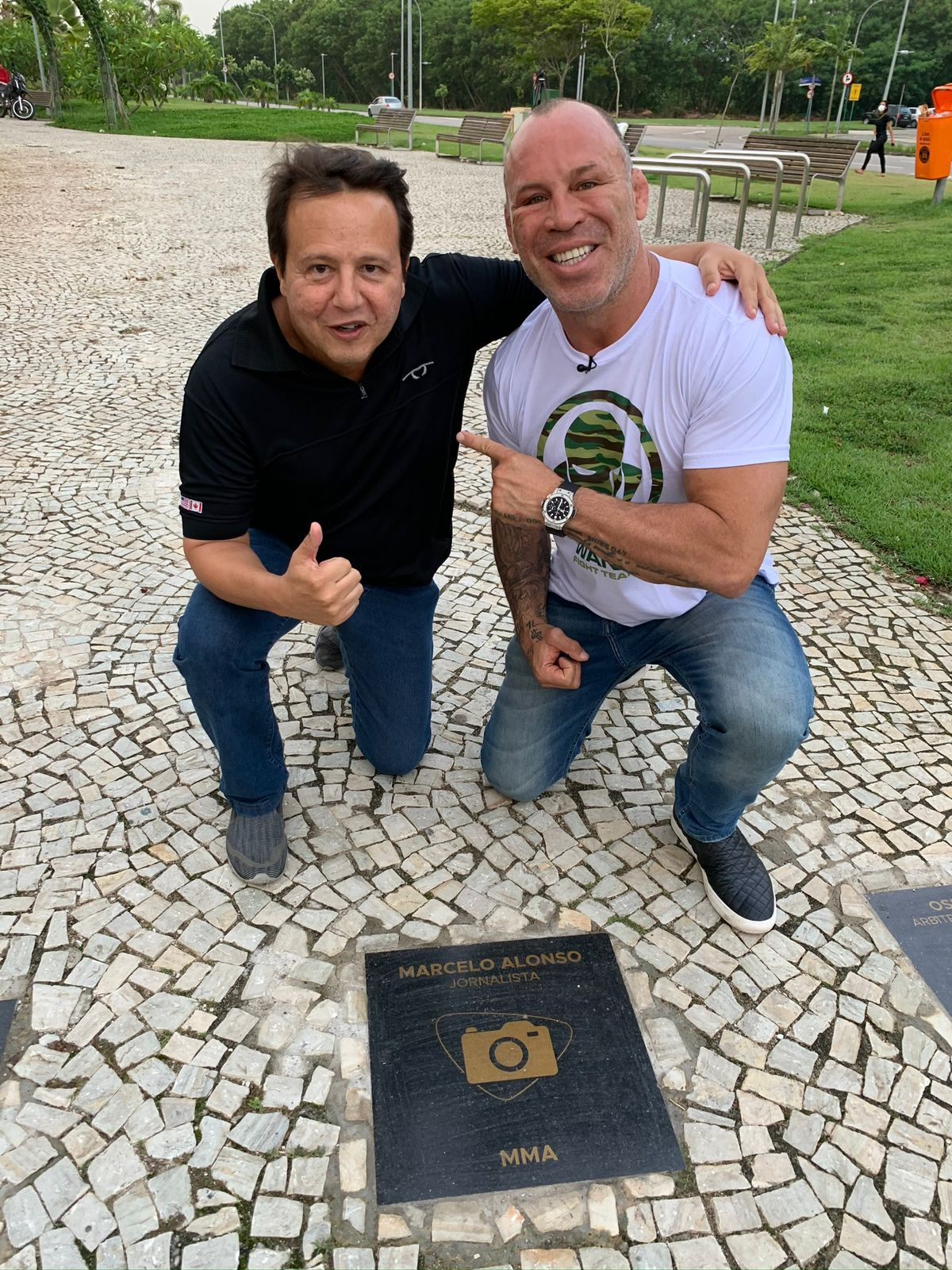
Marcelo Alonso ao lado de Wanderlei Silva e em frente à placa na Calçada da Fama do MMA, sendo o único jornalista homenageado.

Em 2020, foi incluso entre os nomes inaugurais da calçada da fama da Cidade das Artes Marciais, na Barra da Tijuca, sendo o único jornalista entre os homenageados. Em 2023, foi premiado entre os melhores do ano das Artes Marciais pelo documentário de sua autoria, Dos Samurais ao MMA, 500 anos de Luta. Foi ainda homenageado pela Confederação Brasileira de Luta Livre Esportiva, entrando para o Hall da Fama da Luta Livre brasileira. . Em 2024, Alonso passou a produzir para o site oficial do UFC no Brasil (UFC Fight Pass), o Além do Octógono, uma série mensal de mini-documentários sobre os grandes ícones que marcaram a história do MMA. 

## Livros, documentários e exposições
Autor de dois livros: Do Vale-Tudo ao MMA, 100 anos de Luta (2013) e Por Trás do Octógono (2017). Alonso também é autor de dois documentários exibidos no canal Combate: As grandes rivalidades do MMA (seis episódios — 2020) e Dos Samurais ao MMA, 500 anos de luta (cinco episódios — 2023). Teve exposição fotográfica conjunta com o fotógrafo esportista japonês Susumu Nagao (único presente em todas edições do Pride e nas 40 primeiras edições do UFC) em 2012, 20 anos de luta: do vale tudo ao MMA expunha 270 imagens sobre a trajetória do esporte.